# Miryanna van Reeden
 (janvier 2019).
Si vous disposez d'ouvrages ou d'articles de référence ou si vous connaissez des sites web de qualité traitant du thème abordé ici, merci de compléter l'article en donnant les références utiles à sa vérifiabilité et en les liant à la section « Notes et références ».
Miryanna van Reeden connu sous le nom de scène Miryanna Boom, née le 2 août 1967 à Rotterdam, est une actrice néerlandaise.

## Filmographie

### Cinéma
- 1989 : Leedvermaak (nl) : La collègue de Nico
- 1991 : Eline Vere	: Jeanne Ferelijn
- 2003 : Liever Verliefd (nl) : Anna
- 2006 : Divina Gloria : Divina Gloria
- 2006 : Crush (court métrage)
- 2006 : Het woeden der gehele wereld (nl) : Maria Minderhout
- 2008 : The Roymann Closure
- 2008 : Alibi
- 2009 : Mooie Mond en Mijn Ogen Groen : Joan
- 2010 : The Story of John Mule
- 2012 : De Club van Lelijke Kinderen (nl) : La présentatrice du Talk Show
- 2014 : Pijnstillers : Tante Inge
- 2015 : Keet & Koen en de Speurtocht naar Bassie & Adriaan (nl)	: La commissaire Kroon
- 2016 : Fissa : Mme Florijn

### Téléfilms
- 1993 : Diamant : Janneke van Tellingen-Brogt
- 1994 : 12 steden, 13 ongelukken (nl) : Moniek
- 1999-2003 : Westenwind (nl) : Charlotte Noordermeer
- 2001 : SamSam (nl) : Cindy
- 2001 : Baantjer : Aukelien Ebbingen van Deventer
- 2001-2004 : Costa! (nl) : Anna
- 2003 : Russen (nl) : Wendy
- 2004-2005 : Het Glazen Huis (nl) : Carolien Mans
- 2004-2005 : De Wet volgens Milo (nl) : Lucille Mullens
- 2006 : Rauw! (nl) : Nicole
- 2006 : Man & Paard (nl) : Gwen Gustavson
- 2007 : Boks (nl) : Oude Vrienden
- 2007-2008 : Julia's Tango (nl) : Jacqueline Hoogland
- 2009-2010 : Onderweg naar Morgen : Maus Dullaert
- 2011 : Flikken Maastricht : Tine van Rooy
- 2011 : Raveleijn : Halina
- 2011 : Kinderen geen bezwaar (nl) : Joyce
- 2011 : Naranjina en de kadekapers	: Katharina
- 2013 : Danni Lowinski (nl) : La juge
- 2013-2014 : Sophie's Web (nl) : Mylene
- 2015 : Meiden van de Herengracht (nl) : Jeanet van der Laan
- 2016-2017 : Goede tijden, slechte tijden : Malena Blanco